# Sten Edlund (jurist)
Sten Elisson Edlund, född 1 januari 1925 i Ullångers församling, Västernorrlands län, död 30 november 2002 i Katarina församling, var en svensk jurist.
Edlund, som var son till köpman Elis Edlund och Ruth Laurin, blev juris kandidat i Uppsala 1948 och studerade i Paris 1949. Efter tingstjänstgöring 1950–1952, var han fiskal i Svea hovrätt 1953, sekreterare i Arbetsdomstolen 1954–1956, tjänstgjorde i bland annat Svea hovrätt och Stockholms rådhusrätt 1957–1966, blev assessor i Svea hovrätt 1967, juris doktor, docent och tillförordnad professor i civilrätt vid Stockholms universitet 1967, revisionssekreterare 1969, jurist vid Landsorganisationen 1971–1973, rådman i Stockholms läns västra tingsrätt och Nacka tingsrätt 1973–1979, chefsrådman i Stockholms tingsrätt 1979, var professor i arbetsrätt vid Lunds universitet 1979–1984 och vid Arbetslivscentrum 1984–1991. Han var sekreterare i 1968 års utredning om förhandlingsrätt för pensionärer, konsult i Landsorganisationens kommitté för ökad företagsdemokrati 1970–1971, ledamot i 1971 års arbetsrättskommitté och sekreterare i arbetarskyddsfondens utredning om arbetsrättslig forskning 1983. Edlund är gravsatt på Katarina kyrkogård i Stockholm.